# Станция аэропорта Феникс
Станция аэропорта Феникс (кит. 凤凰机场站; пиньинь Fènghuáng Jīchǎng Zhàn) — железнодорожная станция на скоростной железной дороге западного кольца Хайнаня. Она расположена на западной окраине города Санья, примерно в 15 км к западу от центра города, рядом с международным аэропортом Феникс. Действует с 30 декабря 2015 года.

## История
Участок протяжённостью 10 км от железнодорожного вокзала Санья до железнодорожной станции аэропорта Феникс является первым участком высокоскоростной железной дороги Западного кольца Хайнаня. Строительные работы были завершены к концу 2014 года. Поскольку остальная часть Западной кольцевой железной дороги (от аэропорта Феникс до Хайкоу) была завершена гораздо позже, участок от железнодорожного вокзала Санья до железнодорожной станции аэропорта Феникс, предположительно, некоторое время эксплуатировался как продолжение высокоскоростной железной дороги восточного кольца Хайнаня (для которой железнодорожный вокзал Санья в настоящее время является терминалом).